# Nowokaina (film)
Nowokaina – amerykańska komedia z 2001 roku.

## Główne role
- Chelcie Ross - Mike
- Steve Martin - Frank Sangster
- Laura Dern - Jean Noble
- Lynne Thigpen - Pat
- Polly Noonan - Sally
- Helena Bonham Carter - Susan
- JoBe Cerny - Wayne Ponze
- Elias Koteas - Harlan Sangster
- Yasen Peyankov - Sunshine Lounge Bartender
- Scott Caan - Duane
- Lucina Paquet - Pani Langston

## Fabuła
Frank Sangster prowadzi dochodowy gabinet stomatologiczny i ma atrakcyjną narzeczoną. Czyli niczego mu do szczęścia nie brakuje. Ale pojawia się jego brat Harlan - czarna owca rodziny - i pewna atrakcyjna pacjentka Susan. Frank ulega jej urokowi, a ją interesują leki z narkotykami. Wkrótce Frank staje się podejrzanym o morderstwo...